# محوطه گوری سراب بردی ۱
محوطه گوری سراب بردی ۱ مربوط به دوره ساسانیان - سده‌های اولیه دوران‌های تاریخی پس از اسلام است و در شهرستان دره‌شهر، بخش مرکزی، دهستان ارمو، ۱/۱۵ کیلومتری جنوب و جنوب شرق کله جوب علیا واقع شده و این اثر در تاریخ ۲۶ دی ۱۳۸۶ با شمارهٔ ثبت ۲۰۶۳۶ به‌عنوان یکی از آثار ملی ایران به ثبت رسیده است.